# Pé na Cova
Pé na Cova é um seriado de televisão brasileiro produzido pela TV Globo e exibido de 24 de janeiro de 2013 até 7 de abril de 2016, em 71 episódios e totalizando 5 temporadas.
Criada e escrita por Miguel Falabella, com roteiros de Alessandra Poggi, Antonia Pellegrino, Artur Xexéo, Flávio Marinho e Luiz Carlos Góes, colaboração de Ana Quintana, roteiro final de Miguel Falabella e Flávio Marinho, sob direção de Cris D'Amato, Hsu Chien e Cininha de Paula, direção geral de Cininha de Paula e direção de núcleo de Roberto Talma.
Contou com Miguel Falabella, Marília Pêra, Lorena Comparato, Daniel Torres, Luma Costa, Mart'nália, Karin Hils e Karina Marthin nos papéis principais.

## Produção
Apesar do pano de fundo aparente da série ser a morte, Miguel Falabella afirmou que, na verdade, o seu pano de fundo "é a grande tragédia da educação nacional". Cininha Paula disse que "a morte circunda, porém não protagoniza o seriado" e Falabella concluiu que "no Brasil, a morte tem uma pegada muito mórbida e imaginei que seria banal fazer comédia com o tema" e por isso se tentaria buscar uma "leveza".
O autor disse que, apesar de o enredo tratar de questões polêmicas, o texto "beira o 'nonsense'. Também comentou que "o seriado é cruel, ácido, crítico e apocalíptico." Cininha Paula, a diretora-geral, qualificou a série como uma comédia realista. O "realismo doido", como chama a diretora, tem inspirações diversas, que vão desde os irmãos Cohen até filmes cubanos e portugueses. Falabella disse que "Pé na Cova" é um programa reflexivo e não só sobre a relação com a morte, mas, ao mesmo tempo, é muito light.
Sobre a família central, o autor comentou que eles "não têm dinheiro, não têm instrução, são completamente loucos", além de terem "uma característica fora do comum": serem "um grupo de pessoas excêntricas ao limite, que beiram o absurdo e sobrevivem da morte", mas que, segundo ele, existe. Segundo o autor, "o Brasil está cheio dessas pessoas". Falabella ainda disse pensar neles como uma "Família Addams do Irajá".
Como a série é ambientada no bairro do Irajá, Cininha de Paula foi até o mesmo para buscar as referências necessárias, onde adquiriu informações a respeito dos serviços funerários, cenários e figurinos. Para esses últimos, também usou "coisas de filmes portugueses, por conta da grande influência das colônias lusitanas.".
Na terceira temporada, iniciada em 8 de abril de 2014, Marília Pêra se afasta da série em razão de um problema de saúde. No dia 11 de junho, retorna às gravações da série.
Durante a exibição da quarta temporada, a atriz, que fazia a personagem Darlene, morre em 5 de dezembro de 2015. A Rede Globo reuniu-se com os familiares da atriz e com o elenco e manteve o seriado mesmo com a morte da atriz até o fim da última temporada, em 7 de abril de 2016.

### Escolha do elenco
A escolha de Mart'nália foi feita pelo próprio Falabella, que, inclusive, providenciou falas mais curtas para a ela, pois a cantora disse que sua dicção "é péssima". Isso, junto a fato de nunca ter atuado, fez com que ele ficasse não "muito confiante". Luma Costa, por sua vez, teve que fazer testes para poder figurar como Odete Roitman. Ao saber que a série precisava de uma atriz loura e com olhos claros, ela se inscreveu para a seleção, da qual saiu ganhadora. Luma ainda fez aulas de pole dance e disse ter controlado a alimentação para estar em forma nas lingeries que compõem boa parte de seu figurino.
Originalmente o papel de Juscelino, o motorista da funerária, seria feito por Ney Latorraca, que, no entanto, estava com problemas de saúde e internado. Ele foi, então, substituído por Alexandre Zacchia, pois Falabella não quis atrasar as gravações. No entanto, o autor disse que, quando o ator estiver totalmente recuperado, poderá interpretar outro personagem, doutor Zoltan, um médico sem confiança que trabalha como psiquiatra e cirurgião. Em Junho de 2013, Ney Latorraca se comunicou com Falabella e decidiu que não entraria para o elenco por não se sentir pronto para voltar a atuar, passando o personagem para Diogo Vilela, que já havia trabalhado com o autor em Toma Lá Dá Cá.
A atriz Marília Pêra, intérprete da personagem Darlene, faleceu no dia 5 de dezembro de 2015. No entanto, a série continuou sendo exibida, pois apesar da morte da atriz, ela já havia deixado mais uma temporada gravada. Miguel Falabella contatou a família da atriz para que sua imagem pudesse ser usada na última temporada já gravada da série, em 2016.

## Enredo
Passada no Irajá, subúrbio do Rio de Janeiro, a trama é focada na família Pereira, comandada por Gedivan Pereira, mais conhecido como Ruço (Miguel Falabella), que namora Abigail (Lorena Comparato), uma menina órfã que é trinta anos mais nova que ele, e é dono da  F.U.I. – Funerária Unidos do Irajá –, uma empresa quase falida devido à má administração passada e que não rende o suficiente para sustentar todos na casa. Para ajudar em casa, a filha de Ruço, Odete (Luma Costa) trabalha fazendo striptease em sites eróticos na internet para usuários assinantes, sendo namorada ainda do mecânica transexual Tamanco (Mart'nália). Já o filho mais novo do patriarca, Alessanderson (Daniel Torres), não quer saber de trabalhar e almeja a carreira política, sendo um fanfarrão que consegue manipular as pessoas do bairro com falsas promessas futuras. A família é completa ainda por Darlene (Marília Pêra), ex-mulher alcoólatra de Ruço e sua melhor amiga e confidente, que trabalha como maquiadora de defuntos para funerária.
Na casa ainda moram Bá (Niana Machado), antiga babá de Ruço que não se lembra de quase nada mais e coloca a família em situações vexaminosas por isso e Adenóide (Sabrina Korgut), uma empregada que sempre tem uma história de tragédia e pobreza pra contar. Na funerária trabalha o soturno faz-tudo Juscelino (Alexandre Zacchia), um péssimo motorista que regularmente acaba perdendo algum corpo, sendo irmão da esquizofrênica Luz Divina (Eliana Rocha), uma vigarista que faz de tudo para conseguir dinheiro para comprar seus remédios. No bairro ainda mora o mecânico Marco (Maurício Xavier), irmão de Tamanco que se veste como drag queen nas noites, Floriano (Rubens de Araújo), vizinho ranzinza e paranoico, e as gêmeas barraqueiras Soninja (Karin Hils) e Giussandra (Karina Marthin), que são absolutamente diferentes e comandam um carrinho de lanches com nomes bizarros inspirados na funerária, como X-túmulo e caixão-quente.
Na terceira temporada entra Dr. Zóltan (Diogo Vilela), um cirurgião plástico cheio de TOCs, enquanto na quarta integra o elenco Luiziane, stripper colega de trabalho de Odete que se envolve com Alessanderson, e Men Fu (Chao Chen), um chinês que tem um caso de romance com Odete, mas se apaixona por Adenóide.

## Elenco

### Principal
| Intérprete        | Personagem                        | Temporadas      | Temporadas      | Temporadas   | Temporadas      | Temporadas |
| Intérprete        | Personagem                        | 1ª 2013         | 2ª 2013         | 3ª 2014      | 4ª 2015         | 5ª 2016    |
| ----------------- | --------------------------------- | --------------- | --------------- | ------------ | --------------- | ---------- |
| Miguel Falabella  | Gedivan Pereira (Ruço)            | Principal       | Principal       | Principal    | Principal       | Principal  |
| Marília Pêra      | Darlene dos Santos                | Principal       | Principal       | Participação | Principal       | Principal  |
| Lorena Comparato  | Abigail de Jesus                  | Principal       | Principal       | Principal    | Principal       | Principal  |
| Daniel Torres     | Alessanderson Pereira dos Santos  | Principal       | Principal       | Principal    | Principal       | Principal  |
| Luma Costa        | Odete Roitman Pereira dos Santos  | Principal       | Principal       | Principal    | Principal       | Principal  |
| Mart'nália        | Cristiane Oliveira (Tamanco)      | Principal       | Principal       | Principal    | Principal       | Principal  |
| Alexandre Zacchia | Juscelino Jardim da Mata          | Principal       | Principal       | Principal    | Principal       | Principal  |
| Eliana Rocha      | Luz Divina Jardim da Mata         | Principal       | Principal       | Principal    | Principal       | Principal  |
| Sabrina Korgut    | Adenóide Cidreira Cipó            | Principal       | Principal       | Principal    | Principal       | Principal  |
| Karin Hils        | Soninja Torres Sampaio            | Principal       | Principal       | Principal    | Does not appear | Principal  |
| Karina Marthin    | Giussandra Torres Sampaio         |                 |                 |              |                 |            |
| Maurício Xavier   | Marco Antônio (Marcão / Markassa) | Principal       | Principal       | Principal    | Principal       | Principal  |
| Niana Machado     | Isaura Silvino (Bá)               | Principal       | Principal       | Principal    | Principal       | Principal  |
| Rubens de Araújo  | Floriano                          | Principal       | Principal       | Principal    | Principal       | Principal  |
| Helady Araújo     | Dircéia                           | Recorrente      | Principal       | Principal    | Principal       | Principal  |
| Gabriel Lima      | Sermancino dos Santos Pereira     | Participação    | Principal       | Principal    | Principal       | Principal  |
| Magno Bandarz     | Clécio Pereira                    | Does not appear | Principal       | Principal    | Principal       | Principal  |
| Marcelo Picchi    | Deputado Arlindo Sebonetti        | Recorrente      | Recorrente      | Principal    | Principal       | Principal  |
| Diogo Vilela      | Dr. Zóltan Davidson de Jesus      | Does not appear | Does not appear | Principal    | Principal       | Principal  |
| Laura Keller      | Luiziane da Silva                 | Does not appear | Does not appear | Recorrente   | Principal       | Principal  |

### Recorrente
| Intérprete      | Personagem              | Temporadas      | Temporadas      | Temporadas      | Temporadas      | Temporadas      |
| Intérprete      | Personagem              | 1ª 2013         | 2ª 2013         | 3ª 2014         | 4ª 2015         | 5ª 2016         |
| --------------- | ----------------------- | --------------- | --------------- | --------------- | --------------- | --------------- |
| Eline Porto     | Prínces                 | Recorrente      | Does not appear | Does not appear | Does not appear | Does not appear |
| Ester Elias     | Márcia Regina Sebonetti | Does not appear | Does not appear | Does not appear | Recorrente      | Recorrente      |
| Amauri Oliveira | Falsa Soninja           | Does not appear | Does not appear | Does not appear | Recorrente      | Does not appear |
| Maria Gladys    | Drª. Elisabete Tazcanha | Does not appear | Does not appear | Does not appear | Does not appear | Recorrente      |

### Participações especiais
| Intérprete            | Personagem                    |
| --------------------- | ----------------------------- |
| Anna Luz              | Dircéia (Jovem)               |
| Viétia Zangrandi      | Maria de Lourdes (Lurdinha)   |
| Laura Cardoso         | Mozica Pereira                |
| Ângela Dip            | Vera Lúcia Pereira            |
| Prazeres Barbosa      | Nivalda                       |
| Júlio Rocha           | Marcinho Azeitona             |
| Andrea Dantas         | Veridiana                     |
| Rodrigo Rangel        | Horácio Pimenteira            |
| Bernardo Mendes       | Webson                        |
| Roberto Pirillo       | Jurandir                      |
| Roney Facchini        | Lourival                      |
| Larissa Cunha         | Conan                         |
| Waldyr Gozzi          | Julinho Varejeira             |
| Alessandra Maestrini  | Hérnia Lopes Delfino / Rénner |
| Jarbas Homem de Mello | Detetive Samir Nabucha        |
| Stella Miranda        | Jandira                       |
| Zezeh Barbosa         | Paulina                       |
| Bia Nunnes            | Maria Isabel                  |
| Cassiano Carneiro     | Haroldinho                    |
| Marcos Breda          | Mariozinho                    |
| Eliseu Carvalho       | Zanata                        |
| Giovanna Antonelli    | Ela mesma / Priscila          |
| Márcia Cabrita        | Felícia                       |
| Ilvio Amaral          | Deputado Seu Coisinha         |
| Ricardo Graça Mello   | Garnizé                       |
| Patrícia Bueno        | Amarula                       |
| Alejandro Claveaux    | Pablo                         |
| Fernando Benini       | Ladislau Souza                |
| Fátima Freire         | Zaíra                         |
| Débora Olivieri       | Elisinha/Jurema               |
| Fafy Siqueira         | Madame Aracy                  |
| Cosme dos Santos      | Rosalro                       |
| Carlo Briani          | Alcides                       |
| Osvaldo Romano        | Capitão Rodrigo               |
| Thaís Portinho        | Romilda                       |
| Liza Vieira           | Doralice                      |
| Andréia Sorvetão      | Quarentona Toda Boa           |
| Mary Sheila           | Soninja (Pós Lipo)            |
| Lana Guelero          | Pastora Jurema                |
| Chico Diaz            | Damasceno                     |
| Jane di Castro        | Patrícia Swanson              |
| Lumi Kin              | Heleninha Wu (adulto)         |
| Rômulo Simões         | Neymã (adulto)                |
| Malu Valle            | Rivalda                       |
| Bethy Lagardère       | Solange / Lange Wilson        |
| Narjara Turetta       | Jacira                        |
| Camila Amado          | Ivonete                       |
| Denise Milfont        | Rosa                          |
| Márcio Vito           | Mário                         |
| Theresa Amayo         | Cliente de Ruço               |
| Frederico Reuter      | Cliente de Ruço               |
| Gláucia Rodrigues     | Dona Lady                     |

## Temporadas
| Temporada | Temporada | Episódios | Exibição Original      | Exibição Original      | Média geral |
| Temporada | Temporada | Episódios | Estreia da temporada   | Final da temporada     | Média geral |
| --------- | --------- | --------- | ---------------------- | ---------------------- | ----------- |
|           | 1         | 22        | 24 de janeiro de 2013  | 20 de junho de 2013    | 14          |
|           | 2         | 11        | 1 de outubro de 2013   | 17 de dezembro de 2013 | 16          |
|           | 3         | 14        | 8 de abril de 2014     | 8 de julho de 2014     | 15          |
|           | 4         | 12        | 29 de setembro de 2015 | 29 de dezembro de 2015 | 14          |
|           | 5         | 12        | 21 de janeiro de 2016  | 7 de abril de 2016     | 14          |

## Spin-off
No site oficial do Programa houve uma web série chamada Lembranças do Irajá onde o foco principal é mostrar o passado dos personagens centrais.

## Reprise
De 10 de Janeiro de 2019 a 19 de Março de 2020 Foi Reprisada  no Canal Viva.

## Recepção

### Audiência
A série estreou com 17 pontos de média em São Paulo.

### Avaliação da crítica
O colunista Nilson Xavier do site UOL elogiou a atração, dizendo 'Nada como o humor negro para brincar com a morte e o preconceito ao lançar um olhar debochado e divertido sobre a tragédia humana'.

## Prêmios e indicações
| Ano  | Prêmio                | Categoria                                      | Indicação        | Resultado |
| ---- | --------------------- | ---------------------------------------------- | ---------------- | --------- |
| 2014 | Prêmio Contigo! de TV | Melhor Série ou Minissérie                     | Miguel Falabella | Indicado  |
| 2014 | Prêmio Contigo! de TV | Melhor Ator de Série ou Minissérie             | Miguel Falabella | Indicado  |
| 2014 | Prêmio Contigo! de TV | Melhor Ator de Série ou Minissérie             | Daniel Torres    | Indicado  |
| 2014 | Prêmio Contigo! de TV | Melhor Atriz de Série ou Minissérie            | Luma Costa       | Indicado  |
| 2014 | Prêmio Contigo! de TV | Melhor Atriz de Série ou Minissérie            | Marília Pêra     | Indicado  |
| 2014 | Prêmio Contigo! de TV | Melhor Ator Infantil                           | Gabriel Lima     | Indicado  |
| 2014 | Prêmio Contigo! de TV | Revelação da TV                                | Lorena Comparato | Indicado  |
| 2014 | Prêmio Contigo! de TV | Revelação da TV                                | Mart'nália       | Indicado  |
| 2014 | Prêmio F5             | Atriz Coadjuvante do Ano (série ou minissérie) | Mart'nália       | Indicado  |

## Trilha sonora
1. "Pé na Cova" - Mart'nália (Abertura)
2. "Canto Para a Minha Morte" - Raul Seixas (Geral)
3. "Mon Amour Meu Bem Ma Famme" - Reginaldo Rossi (Abigail)
4. "Eu Te Amo Meu Brasil" - Os Incríveis
5. "Lábio que Beijei" - Orlando Silva
6. "The Green Leaves Of Summer" - The Brothers Four